# Iphiaulax amyris
Iphiaulax amyris är en stekelart som beskrevs av Cameron 1904. Iphiaulax amyris ingår i släktet Iphiaulax och familjen bracksteklar. Inga underarter finns listade i Catalogue of Life.